# Nagyberény
Nagyberény é um município da Hungria, situado no condado de Somogy. Tem 23,14 km² de área e sua população em 2019 foi estimada em 1.305 habitantes.